# テッリッチョーラ
テッリッチョーラ (伊: Terricciola) は、イタリア共和国トスカーナ州ピサ県にある、人口約4,400人の基礎自治体（コムーネ）。

## 地理

### 位置・広がり

#### 隣接コムーネ
隣接するコムーネは以下の通り。
- カパンノリ
- カシャーナ・テルメ・ラーリ (カシャーナ・テルメ、ラーリ)
- キャンニ
- ラヤーティコ
- ペッチョリ

### 気候分類・地震分類
テッリッチョーラにおけるイタリアの気候分類 (it) および度日は、zona D, 1819 GGである。
また、イタリアの地震リスク階級 (it) では、zona 3 (sismicità bassa) に分類される。

## 行政

### 分離集落
テッリッチョーラには以下の分離集落（フラツィオーネ）がある。
- Chientina, La Rosa, La Sterza, Morrona, Selvatelle, Soiana, Soianella